# Albertkázmérpuszta
 Albertkázmérpuszta (németül: Albert-Kasimir-Hof) Várbalog község résztelepülése, tőle 5 kilométerre északnyugatra.

## Fekvése
Hegyeshalomtól 11 kilométerre délnyugatra, közvetlenül az osztrák-magyar határ mellett fekszik. Legközelebbi szomszédja a burgenlandi Féltorony (Halbturn), 3 kilométerre nyugatra.

### Megközelítése
Mosonmagyaróvár és az 1-es főút felől a 8505-ös úton közelíthető meg, Mosonszolnokon keresztül; Jánossomorja és Várbalog központja, illetve a 86-os főút irányából a 8507-es, majd a 8508-as úton érhető el.

## Története
A nevében Albert Kázmér hercegnek, Mária Terézia vejének emlékét őrző uradalmi mintatelepen a 19. század harmincas éveiben 42 ház, iskola és vendégfogadó várta az idehozott telepeseket, akik nem tudtak itt meggyökeresedni. A telepen a főhercegi család 1890 végén templomot építtetett. A bécsi Fogadalmi templom formáját idéző neogótikus épület Frigyes főherceg első fiúgyermekének, Albrecht főherceg születése miatt kapta nevét. Az 1990-es években felújították.
A telepnek 1930-ban még 420 lakosa volt. Napjainkban kb. 20 állandó lakosa van. Politikai okokból néptelenedett el, mert 1946-tól 1989-ig a „vasfüggöny” hatótávolságában volt.

## Látnivalók
A település egyetlen nevezetessége, a késői historizmus gyöngyszemeként számontartott templom ma ismét teljes pompájában látható, különleges értékei a támpillérek, a bélletes kapu, az égetett kerámiákból sajtolt gótikus ornamentika és a magas gótikus torony a fiatornyocskákkal.

## Galéria

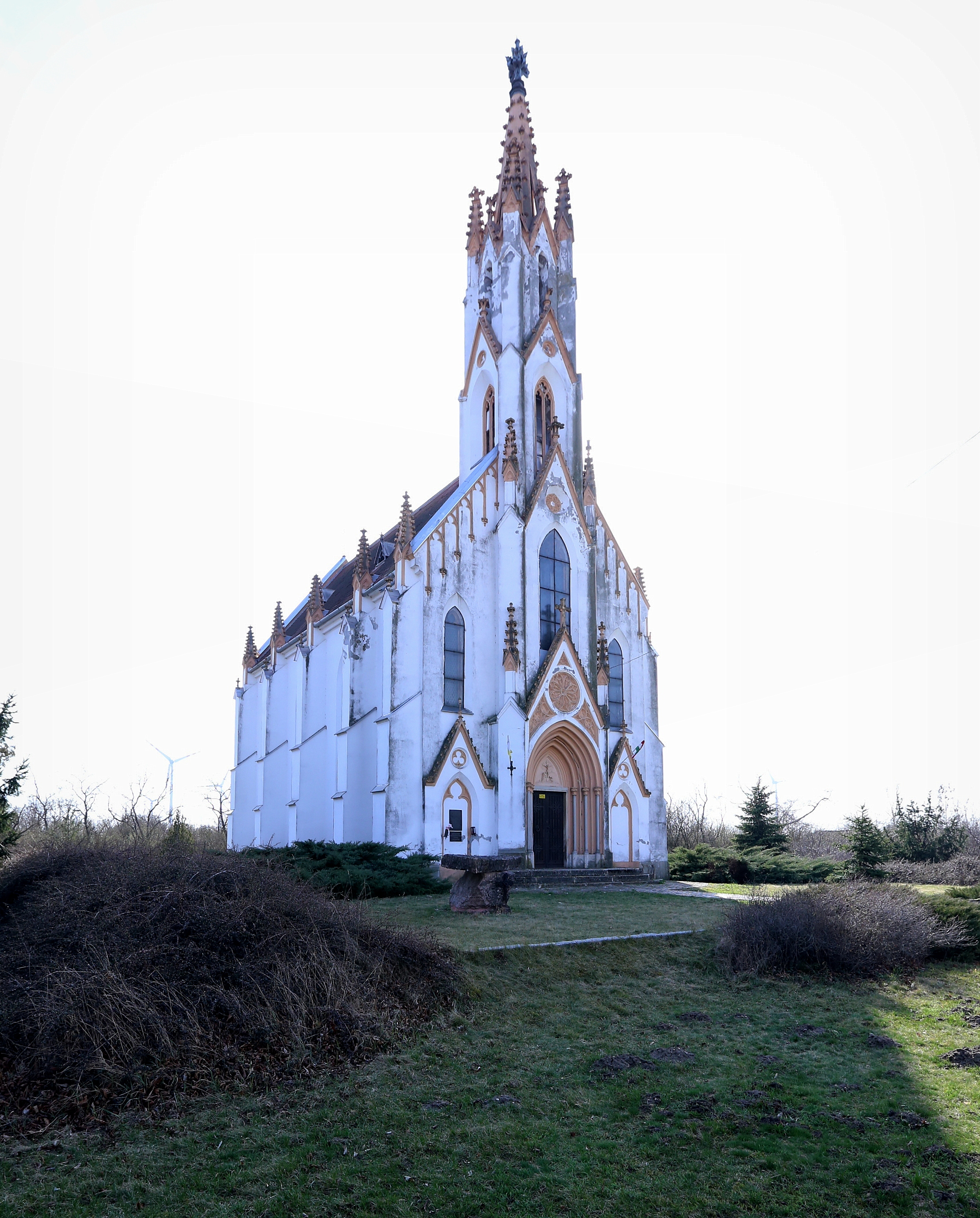
Albertkázmérpuszta temploma
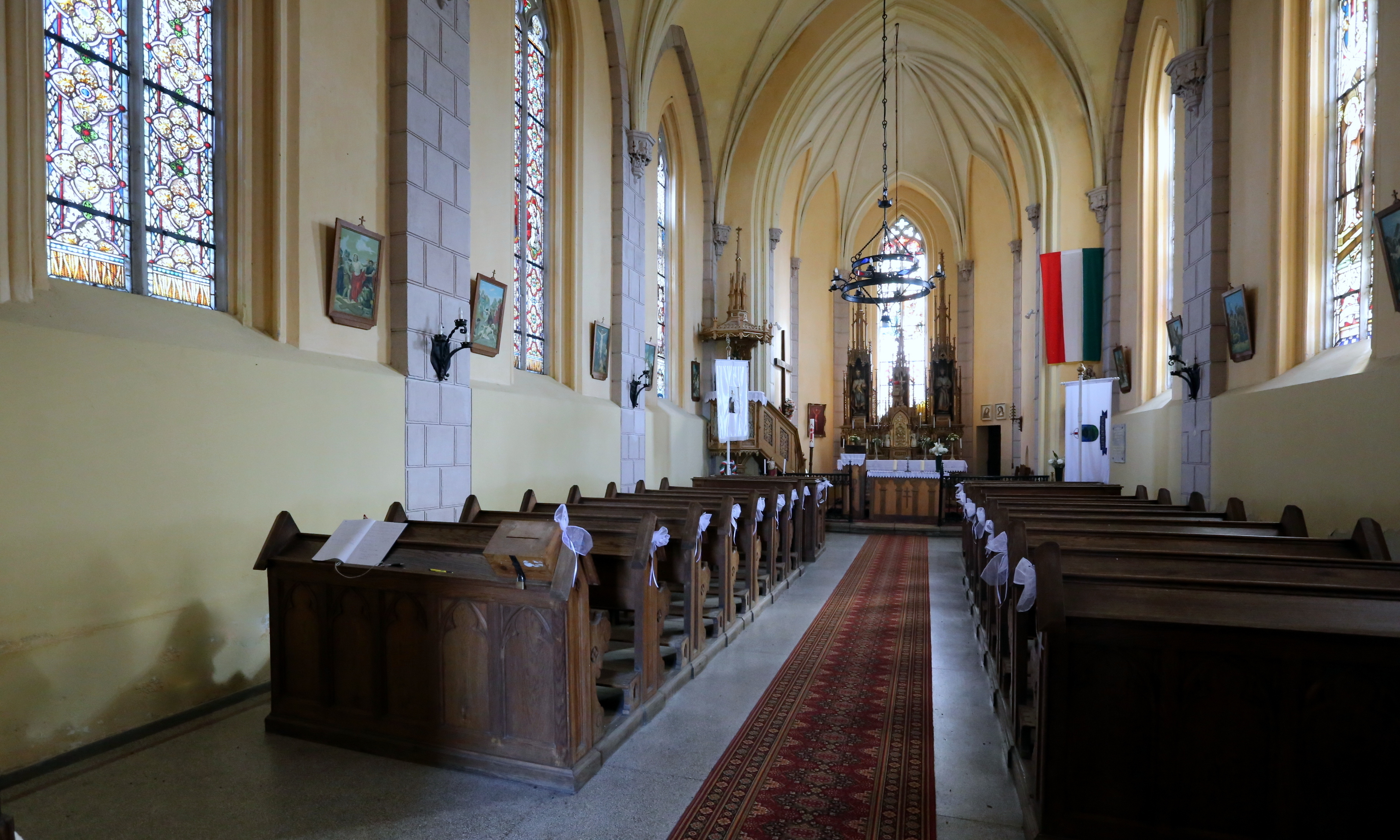
Albertkázmérpuszta temploma
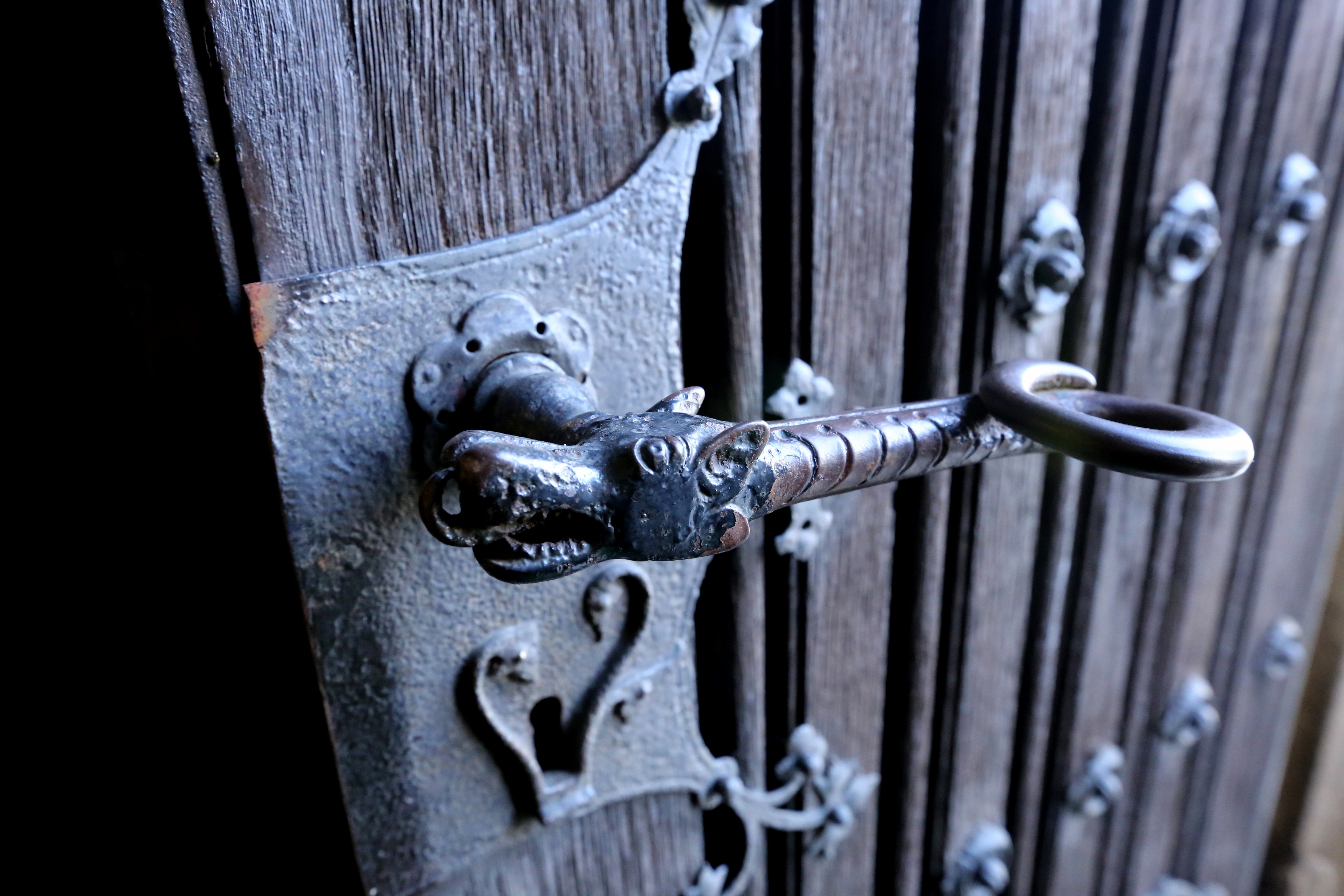
A templom ajtó kilincse
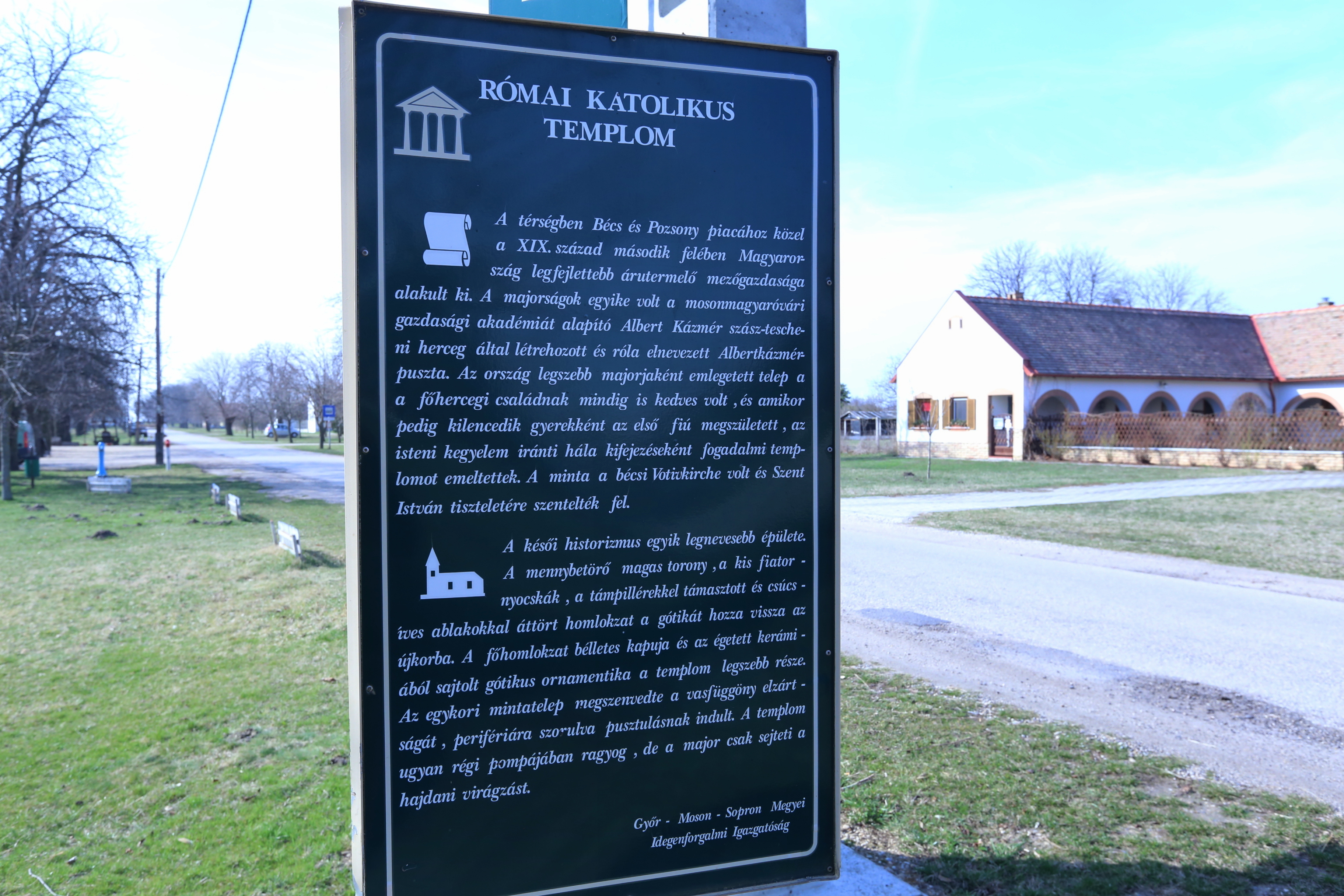
A templom története
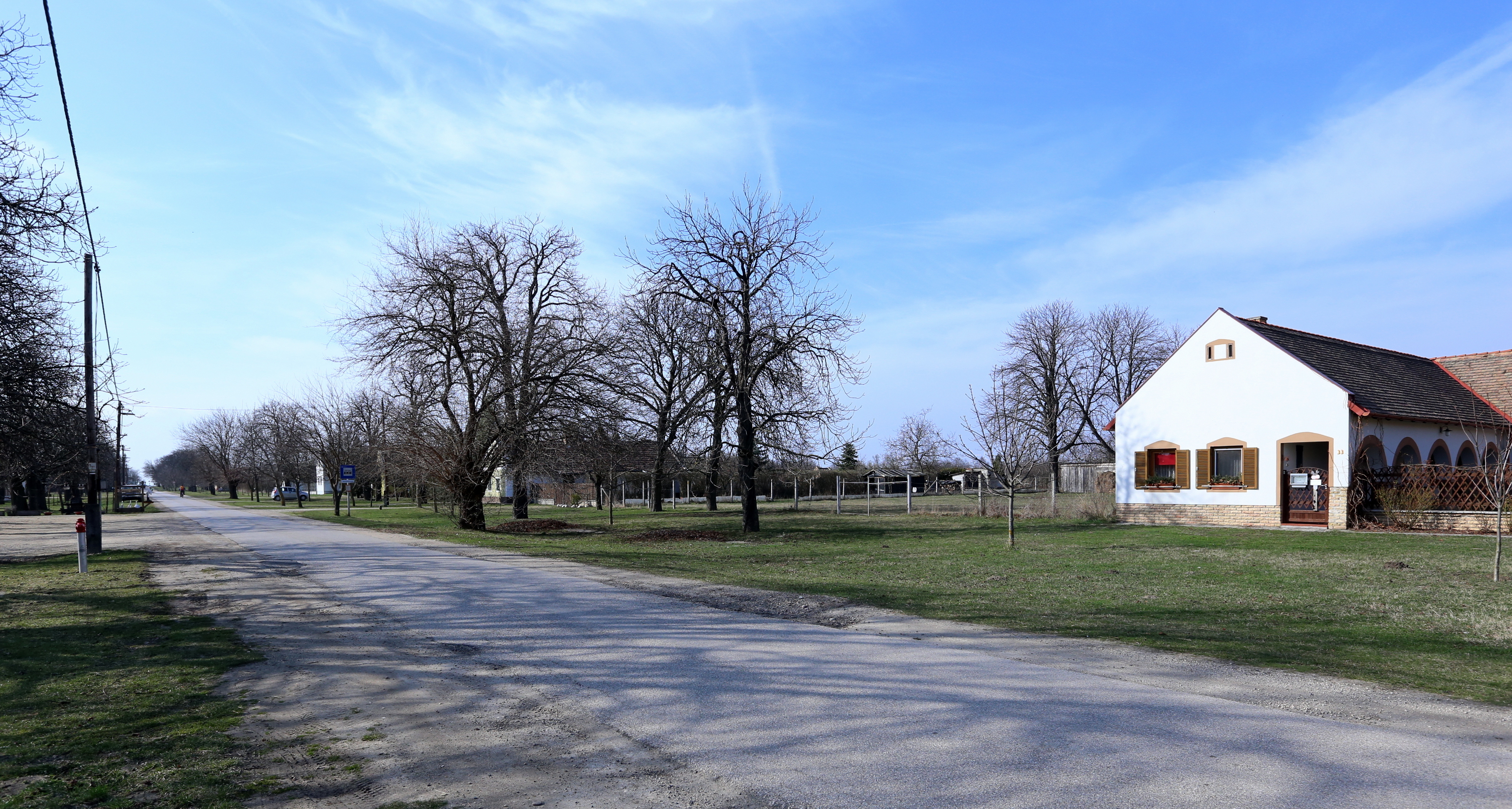
Albertkázmérpuszta
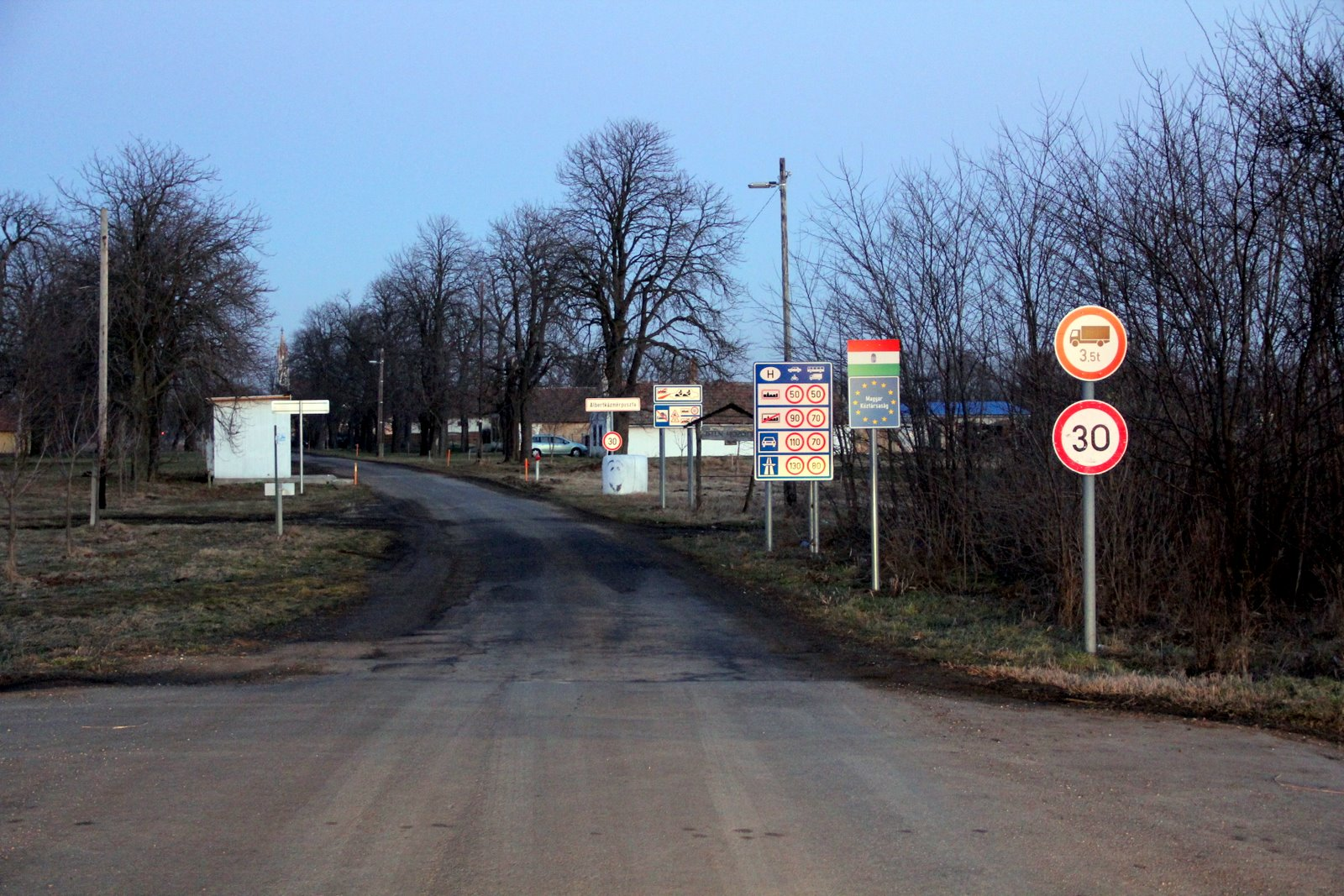
Az ország határát az „aszfalt mutatja”, 2011-ben